# Svartselet
Svartselet är ett sel i Malån i Malå kommun och Sorsele kommun i Lappland. Malån ingår i Skellefteälvens huvudavrinningsområde. Selet har en area på 1,36 kvadratkilometer och ligger 347,2 meter över havet.

## Delavrinningsområde
Svartselet ingår i delavrinningsområde (725503-161534) som SMHI kallar för Utloppet av Svartselet. Medelhöjden är 405 meter över havet och ytan är 23,31 kvadratkilometer. Räknas de 4 avrinningsområdena uppströms in blir den ackumulerade arean 137,3 kvadratkilometer. Malån som avvattnar avrinningsområdet har biflödesordning 2, vilket innebär att vattnet flödar genom totalt 2 vattendrag innan det når havet efter 175 kilometer. Avrinningsområdet består mestadels av skog (74 procent) och sankmarker (13 procent). Avrinningsområdet har 1,35 kvadratkilometer vattenytor vilket ger det en sjöprocent på 5,8 procent.